# Liste des monuments historiques protégés en 1939
Cet article recense les monuments historiques français classés ou inscrits en 1939.

## Protections
| Édifice                                                       | Commune                     | Département          | Région                     | Protection | Base Mérimée                         | Coordonnées                        | Image |
| ------------------------------------------------------------- | --------------------------- | -------------------- | -------------------------- | ---------- | ------------------------------------ | ---------------------------------- | ----- |
| Église Saint-Pierre                                           | Rossillon                   | Ain                  | Auvergne-Rhône-Alpes       | inscrit    | « PA00116540 », notice no PA00116540 | 45° 49′ 55″ nord, 5° 35′ 45″ est   |       |
| Église Saint-Prejet                                           | Malicorne                   | Allier               | Auvergne-Rhône-Alpes       | classé     | « PA00093147 », notice no PA00093147 | 46° 18′ 06″ nord, 2° 46′ 56″ est   |       |
| Anciennes Halles                                              | Moulins                     | Allier               | Auvergne-Rhône-Alpes       | classé     | « PA00093186 », notice no PA00093186 | 46° 34′ 02″ nord, 3° 19′ 56″ est   |       |
| Enceinte gréco-romaine                                        | Antibes                     | Alpes-Maritimes      | Provence-Alpes-Côte d'Azur | inscrit    | « PA00080654 », notice no PA00080654 | 43° 34′ 48″ nord, 7° 07′ 39″ est   |       |
| Camp ligure du Mont des Mules                                 | Beausoleil                  | Alpes-Maritimes      | Provence-Alpes-Côte d'Azur | classé     | « PA00080665 », notice no PA00080665 | 43° 44′ 47″ nord, 7° 25′ 21″ est   |       |
| Chapelle Notre-Dame-de-Protection                             | Cagnes-sur-Mer              | Alpes-Maritimes      | Provence-Alpes-Côte d'Azur | classé     | « PA00080686 », notice no PA00080686 | 43° 40′ 05″ nord, 7° 08′ 47″ est   |       |
| Chapelle Notre-Dame-de-Sardaigne                              | Saint-Cézaire-sur-Siagne    | Alpes-Maritimes      | Provence-Alpes-Côte d'Azur | inscrit    | « PA00080831 », notice no PA00080831 | 43° 38′ 52″ nord, 6° 47′ 41″ est   |       |
| Église Saint-Michel                                           | Saint-Sauveur-sur-Tinée     | Alpes-Maritimes      | Provence-Alpes-Côte d'Azur | inscrit    | « PA00080849 », notice no PA00080849 | 44° 05′ 00″ nord, 7° 06′ 16″ est   |       |
| Fontaine de la Cabraïa                                        | Sospel                      | Alpes-Maritimes      | Provence-Alpes-Côte d'Azur | inscrit    | « PA00080865 », notice no PA00080865 | 43° 52′ 40″ nord, 7° 26′ 51″ est   |       |
| Palais Ricci des Ferres                                       | Sospel                      | Alpes-Maritimes      | Provence-Alpes-Côte d'Azur | inscrit    | « PA00080873 », notice no PA00080873 | 43° 52′ 38″ nord, 7° 26′ 51″ est   |       |
| Château d'Alba-la-Romaine                                     | Alba-la-Romaine             | Ardèche              | Auvergne-Rhône-Alpes       | inscrit    | « PA00116621 », notice no PA00116621 | 44° 33′ 22″ nord, 4° 36′ 00″ est   |       |
| Hôtel Pontal de Megret                                        | Bourg-Saint-Andéol          | Ardèche              | Auvergne-Rhône-Alpes       | inscrit    | « PA00116672 », notice no PA00116672 | 44° 22′ 14″ nord, 4° 38′ 47″ est   |       |
| Porte du Bourg de l'homme                                     | Désaignes                   | Ardèche              | Auvergne-Rhône-Alpes       | inscrit    | « PA00116704 », notice no PA00116704 | 44° 59′ 44″ nord, 4° 31′ 02″ est   |       |
| Église Notre-Dame de Veyrines                                 | Saint-Symphorien-de-Mahun   | Ardèche              | Auvergne-Rhône-Alpes       | classé     | « PA00116807 », notice no PA00116807 | 45° 09′ 15″ nord, 4° 34′ 28″ est   |       |
| Château de Vallon-Pont-d'Arc                                  | Vallon-Pont-d'Arc           | Ardèche              | Auvergne-Rhône-Alpes       | inscrit    | « PA00116841 », notice no PA00116841 | 44° 24′ 26″ nord, 4° 23′ 42″ est   |       |
| Croix de carrefour                                            | Vaudes                      | Aube                 | Grand Est                  | inscrit    | « PA00078295 », notice no PA00078295 | 48° 10′ 27″ nord, 4° 11′ 39″ est   |       |
| Portail des Jacobins                                          | Carcassonne                 | Aude                 | Occitanie                  | inscrit    | « PA00102616 », notice no PA00102616 | 43° 12′ 39″ nord, 2° 21′ 09″ est   |       |
| Hôtel de Murat                                                | Carcassonne                 | Aude                 | Occitanie                  | inscrit    | « PA00102599 », notice no PA00102599 | 43° 12′ 41″ nord, 2° 21′ 17″ est   |       |
| Église Saint-Jean-Baptiste                                    | Pradelles-Cabardès          | Aude                 | Occitanie                  | inscrit    | « PA00102866 », notice no PA00102866 | 43° 24′ 30″ nord, 2° 26′ 46″ est   |       |
| Église Saint-Jean-Baptiste                                    | Combret                     | Aveyron              | Occitanie                  | inscrit    | « PA00093997 », notice no PA00093997 | 43° 50′ 34″ nord, 2° 40′ 28″ est   |       |
| Ancien hôtel                                                  | Andlau                      | Bas-Rhin             | Grand Est                  | inscrit    | « PA00084589 », notice no PA00084589 | 48° 23′ 14″ nord, 7° 25′ 01″ est   |       |
| Fontaine                                                      | Haguenau                    | Bas-Rhin             | Grand Est                  | inscrit    | « PA00084726 », notice no PA00084726 | 48° 48′ 49″ nord, 7° 47′ 15″ est   |       |
| Église Saint-Georges                                          | Molsheim                    | Bas-Rhin             | Grand Est                  | classé     | « PA00084798 », notice no PA00084798 | 48° 32′ 25″ nord, 7° 29′ 45″ est   |       |
| Maison                                                        | Strasbourg                  | Bas-Rhin             | Grand Est                  | classé     | « PA00085096 », notice no PA00085096 | 48° 35′ 06″ nord, 7° 45′ 10″ est   |       |
| Grand Séminaire                                               | Strasbourg                  | Bas-Rhin             | Grand Est                  | classé     | « PA00085041 », notice no PA00085041 | 48° 34′ 57″ nord, 7° 45′ 08″ est   |       |
| Chapelle Saint-Blaise                                         | Saint-Mitre-les-Remparts    | Bouches-du-Rhône     | Provence-Alpes-Côte d'Azur | classé     | « PA00081434 », notice no PA00081434 | 43° 27′ 47″ nord, 4° 58′ 57″ est   |       |
| Pont                                                          | Tarascon                    | Bouches-du-Rhône     | Provence-Alpes-Côte d'Azur | inscrit    | « PA00081483 », notice no PA00081483 |                                    |       |
| Manoir du Lieu-Binet                                          | Lisieux                     | Calvados             | Normandie                  | classé     | « PA00111489 », notice no PA00111489 | 49° 07′ 50″ nord, 0° 13′ 35″ est   |       |
| Manoir du Manoir                                              | Le Manoir                   | Calvados             | Normandie                  | inscrit    | « PA00111526 », notice no PA00111526 | 49° 16′ 55″ nord, 0° 35′ 53″ ouest |       |
| Site gallo-romain de Barzan                                   | Barzan                      | Charente-Maritime    | Nouvelle-Aquitaine         | classé     | « PA00104612 », notice no PA00104612 | 45° 32′ 03″ nord, 0° 52′ 42″ ouest |       |
| Maison de l'Échevinage                                        | Saintes                     | Charente-Maritime    | Nouvelle-Aquitaine         | inscrit    | « PA00105256 », notice no PA00105256 | 45° 44′ 45″ nord, 0° 38′ 00″ ouest |       |
| Porte Royale                                                  | Auxonne                     | Côte-d'Or            | Bourgogne-Franche-Comté    | classé     | « PA00112089 », notice no PA00112089 | 47° 11′ 42″ nord, 5° 23′ 27″ est   |       |
| Chapelle Saint-Claude                                         | Brain                       | Côte-d'Or            | Bourgogne-Franche-Comté    | classé     | « PA00112157 », notice no PA00112157 | 47° 27′ 48″ nord, 4° 30′ 24″ est   |       |
| Hôtel Lantin                                                  | Dijon                       | Côte-d'Or            | Bourgogne-Franche-Comté    | classé     | « PA00112307 », notice no PA00112307 | 47° 19′ 15″ nord, 5° 02′ 32″ est   |       |
| Abbaye Saint-Bénigne                                          | Dijon                       | Côte-d'Or            | Bourgogne-Franche-Comté    | classé     | « PA00112249 », notice no PA00112249 | 47° 19′ 19″ nord, 5° 02′ 06″ est   |       |
| Donjon de Chamborand                                          | Chamborand                  | Creuse               | Nouvelle-Aquitaine         | inscrit    | « PA00100034 », notice no PA00100034 | 46° 09′ 12″ nord, 1° 34′ 15″ est   |       |
| Église Saint-Pierre de Saint-Pierre-de-Fursac                 | Saint-Pierre-de-Fursac      | Creuse               | Nouvelle-Aquitaine         | classé     | « PA00100187 », notice no PA00100187 | 46° 08′ 52″ nord, 1° 30′ 43″ est   |       |
| Église de la Nativité-de-la-Très-Sainte-Vierge de La Saunière | La Saunière                 | Creuse               | Nouvelle-Aquitaine         | classé     | « PA00100200 », notice no PA00100200 | 46° 07′ 51″ nord, 1° 56′ 15″ est   |       |
| Hôtel d'Estissac                                              | Niort                       | Deux-Sèvres          | Nouvelle-Aquitaine         | inscrit    | « PA00101286 », notice no PA00101286 | 46° 19′ 27″ nord, 0° 27′ 48″ ouest |       |
| Immeuble                                                      | Thouars                     | Deux-Sèvres          | Nouvelle-Aquitaine         | classé     | « PA00101383 », notice no PA00101383 | 46° 58′ 21″ nord, 0° 12′ 59″ ouest |       |
| Lanterne des Morts de Cherveix-Cubas                          | Cherveix-Cubas              | Dordogne             | Nouvelle-Aquitaine         | inscrit    | « PA00082490 », notice no PA00082490 | 45° 17′ 46″ nord, 1° 07′ 34″ est   |       |
| Église Saint-Pierre-ès-Liens                                  | Paulin                      | Dordogne             | Nouvelle-Aquitaine         | inscrit    | « PA00082718 », notice no PA00082718 | 45° 00′ 09″ nord, 1° 20′ 52″ est   |       |
| Immeuble                                                      | Périgueux                   | Dordogne             | Nouvelle-Aquitaine         | inscrit    | « PA00082740 », notice no PA00082740 | 45° 11′ 02″ nord, 0° 43′ 19″ est   |       |
| Église Saint-Martin de Baume-les-Dames                        | Baume-les-Dames             | Doubs                | Bourgogne-Franche-Comté    | inscrit    | « PA00101446 », notice no PA00101446 | 47° 21′ 12″ nord, 6° 21′ 43″ est   |       |
| Église Sainte-Catherine des Hôpitaux-Neufs                    | Les Hôpitaux-Neufs          | Doubs                | Bourgogne-Franche-Comté    | inscrit    | « PA00101654 », notice no PA00101654 | 46° 46′ 38″ nord, 6° 22′ 22″ est   |       |
| Hôtel Bernard Fallot                                          | Montbéliard                 | Doubs                | Bourgogne-Franche-Comté    | inscrit    | « PA00101679 », notice no PA00101679 | 47° 30′ 36″ nord, 6° 47′ 53″ est   |       |
| Hôtel de ville de Montbéliard                                 | Montbéliard                 | Doubs                | Bourgogne-Franche-Comté    | inscrit    | « PA00101677 », notice no PA00101677 | 47° 30′ 37″ nord, 6° 47′ 54″ est   |       |
| Hôtel de Grospain                                             | Ornans                      | Doubs                | Bourgogne-Franche-Comté    | inscrit    | « PA00101702 », notice no PA00101702 | 47° 06′ 21″ nord, 6° 08′ 45″ est   |       |
| Église de l'Assomption de Vuillafans                          | Vuillafans                  | Doubs                | Bourgogne-Franche-Comté    | inscrit    | « PA00101738 », notice no PA00101738 | 47° 03′ 55″ nord, 6° 12′ 59″ est   |       |
| Hôtel de Castellane (ancien)                                  | Saint-Paul-Trois-Châteaux   | Drôme                | Auvergne-Rhône-Alpes       | inscrit    | « PA00117055 », notice no PA00117055 | 44° 20′ 52″ nord, 4° 45′ 59″ est   |       |
| Maison de Diane de Poitiers                                   | Étampes                     | Essonne              | Île-de-France              | inscrit    | « PA00087900 », notice no PA00087900 | 48° 26′ 08″ nord, 2° 09′ 39″ est   |       |
| Manoir du Bois-Baril                                          | La Barre-en-Ouche           | Eure                 | Normandie                  | inscrit    | « PA00099319 », notice no PA00099319 | 48° 55′ 50″ nord, 0° 38′ 37″ est   |       |
| Remparts de Pont-de-l'Arche                                   | Pont-de-l'Arche             | Eure                 | Normandie                  | inscrit    | « PA00099521 », notice no PA00099521 | 49° 18′ 21″ nord, 1° 09′ 13″ est   |       |
| Hôtel Montescot                                               | Chartres                    | Eure-et-Loir         | Centre-Val de Loire        | classé     | « PA00097002 », notice no PA00097002 | 48° 26′ 38″ nord, 1° 29′ 21″ est   |       |
| Église Saint-Guinal d'Ergué-Gabéric                           | Ergué-Gabéric               | Finistère            | Bretagne                   | classé     | « PA00089922 », notice no PA00089922 | 47° 59′ 47″ nord, 4° 01′ 37″ ouest |       |
| Moulin à eau du Chef-du-Bois                                  | La Forêt-Fouesnant          | Finistère            | Bretagne                   | classé     | « PA00089958 », notice no PA00089958 | 47° 54′ 53″ nord, 3° 56′ 47″ ouest |       |
| Chapelle Saint-Jaoua de Plouvien                              | Plouvien                    | Finistère            | Bretagne                   | classé     | « PA00090270 », notice no PA00090270 | 48° 31′ 34″ nord, 4° 27′ 30″ ouest |       |
| Église Saint-Méen de Tréméven                                 | Tréméven                    | Finistère            | Bretagne                   | inscrit    | « PA00090479 », notice no PA00090479 | 47° 53′ 56″ nord, 3° 32′ 01″ ouest |       |
| Tour de l'Horloge                                             | Bagnols-sur-Cèze            | Gard                 | Occitanie                  | inscrit    | « PA00102972 », notice no PA00102972 | 44° 09′ 44″ nord, 4° 37′ 09″ est   |       |
| Abbaye des Bernardines de Valsauve                            | Bagnols-sur-Cèze            | Gard                 | Occitanie                  | inscrit    | « PA00102967 », notice no PA00102967 | 44° 09′ 43″ nord, 4° 37′ 16″ est   |       |
| Hôtel de ville de Bagnols-sur-Cèze                            | Bagnols-sur-Cèze            | Gard                 | Occitanie                  | inscrit    | « PA00102969 », notice no PA00102969 | 44° 09′ 43″ nord, 4° 37′ 13″ est   |       |
| Prieuré de Goudargues                                         | Goudargues                  | Gard                 | Occitanie                  | inscrit    | « PA00103062 », notice no PA00103062 | 44° 12′ 13″ nord, 4° 28′ 06″ est   |       |
| Église Notre-Dame-et-Saint-Michel de Goudargues               | Goudargues                  | Gard                 | Occitanie                  | inscrit    | « PA00103061 », notice no PA00103061 | 44° 12′ 54″ nord, 4° 28′ 10″ est   |       |
| Maison "Romane"                                               | Nîmes                       | Gard                 | Occitanie                  | inscrit    | « PA00103113 », notice no PA00103113 | 43° 50′ 18″ nord, 4° 21′ 34″ est   |       |
| Pont suspendu de Remoulins                                    | Remoulins                   | Gard                 | Occitanie                  | inscrit    | « PA00103177 », notice no PA00103177 | 43° 56′ 13″ nord, 4° 33′ 31″ est   |       |
| Pyramide de Saint-Christol-lès-Alès                           | Saint-Christol-lès-Alès     | Gard                 | Occitanie                  | inscrit    | « PA00103201 », notice no PA00103201 | 44° 05′ 02″ nord, 4° 04′ 37″ est   |       |
| Chartreuse Notre-Dame-du-Val-de-Bénédiction                   | Villeneuve-lès-Avignon      | Gard                 | Occitanie                  | classé     | « PA00103303 », notice no PA00103303 | 43° 57′ 59″ nord, 4° 47′ 51″ est   |       |
| Fort Saint-André, incluant l'ancienne abbaye Saint-André      | Villeneuve-lès-Avignon      | Gard                 | Occitanie                  | classé     | « PA00103306 », notice no PA00103306 | 43° 57′ 55″ nord, 4° 48′ 03″ est   |       |
| Église Notre-Dame-de-l'Assomption de Gimont                   | Gimont                      | Gers                 | Occitanie                  | inscrit    | « PA00094804 », notice no PA00094804 | 43° 37′ 36″ nord, 0° 52′ 35″ est   |       |
| Hôtel de Poissac                                              | Bordeaux                    | Gironde              | Nouvelle-Aquitaine         | classé     | « PA00083205 », notice no PA00083205 | 44° 50′ 16″ nord, 0° 34′ 54″ ouest |       |
| Église Saint-Louis                                            | Neuf-Brisach                | Haut-Rhin            | Grand Est                  | classé     | « PA00085557 », notice no PA00085557 | 48° 01′ 07″ nord, 7° 31′ 44″ est   |       |
| Place d'Armes-Général-de-Gaulle                               | Neuf-Brisach                | Haut-Rhin            | Grand Est                  | classé     | « PA00085564 », notice no PA00085564 | 48° 01′ 04″ nord, 7° 31′ 42″ est   |       |
| Église Saint-Martin                                           | Patrimonio                  | Haute-Corse          | Corse                      | inscrit    | « PA00099226 », notice no PA00099226 | 42° 42′ 02″ nord, 9° 21′ 43″ est   |       |
| Maison à pans de bois                                         | Ceffonds                    | Haute-Marne          | Grand Est                  | inscrit    | « PA00078981 », notice no PA00078981 | 48° 28′ 17″ nord, 4° 45′ 50″ est   |       |
| Chapelle de Trestondans                                       | Cusey                       | Haute-Marne          | Grand Est                  | inscrit    | « PA00079045 », notice no PA00079045 | 47° 36′ 17″ nord, 5° 21′ 11″ est   |       |
| Maison                                                        | Sommevoire                  | Haute-Marne          | Grand Est                  | inscrit    | « PA00079245 », notice no PA00079245 | 48° 24′ 39″ nord, 4° 50′ 32″ est   |       |
| Lanterne des morts de Cognac-la-Forêt                         | Cognac-la-Forêt             | Haute-Vienne         | Nouvelle-Aquitaine         | classé     | « PA00100285 », notice no PA00100285 | 45° 50′ 05″ nord, 1° 00′ 20″ est   |       |
| Lanterne des morts de Coussac-Bonneval                        | Coussac-Bonneval            | Haute-Vienne         | Nouvelle-Aquitaine         | classé     | « PA00100291 », notice no PA00100291 | 45° 30′ 45″ nord, 1° 19′ 05″ est   |       |
| Chapelle Notre-Dame-de-l'Assomption-du-Plan                   | Aragnouet                   | Hautes-Pyrénées      | Occitanie                  | classé     | « PA00095312 », notice no PA00095312 | 42° 46′ 51″ nord, 0° 11′ 42″ est   |       |
| Abbaye de l'Escaladieu                                        | Bonnemazon                  | Hautes-Pyrénées      | Occitanie                  | classé     | « PA00095350 », notice no PA00095350 | 43° 06′ 36″ nord, 0° 15′ 25″ est   |       |
| Tour carrée de Trie-sur-Baïse                                 | Trie-sur-Baïse              | Hautes-Pyrénées      | Occitanie                  | inscrit    | « PA00095439 », notice no PA00095439 | 43° 19′ 14″ nord, 0° 22′ 18″ est   |       |
| Tour des Anglais                                              | Agde                        | Hérault              | Occitanie                  | inscrit    | « PA00103350 », notice no PA00103350 | 43° 17′ 51″ nord, 3° 30′ 12″ est   |       |
| Chapelle Notre-Dame d'Hortus                                  | Ceyras                      | Hérault              | Occitanie                  | inscrit    | « PA00103433 », notice no PA00103433 | 43° 38′ 35″ nord, 3° 28′ 08″ est   |       |
| Église Saint-Dominique de Clermont-l'Hérault                  | Clermont-l'Hérault          | Hérault              | Occitanie                  | inscrit    | « PA00103437 », notice no PA00103437 | 43° 37′ 34″ nord, 3° 25′ 53″ est   |       |
| Donjon de Colombières-sur-Orb                                 | Colombières-sur-Orb         | Hérault              | Occitanie                  | inscrit    | « PA00103443 », notice no PA00103443 | 43° 34′ 49″ nord, 2° 59′ 56″ est   |       |
| Chapelle des Pénitents de Frontignan                          | Frontignan                  | Hérault              | Occitanie                  | inscrit    | « PA00103454 », notice no PA00103454 | 43° 26′ 50″ nord, 3° 45′ 18″ est   |       |
| Immeuble Féruny                                               | Frontignan                  | Hérault              | Occitanie                  | inscrit    | « PA00103456 », notice no PA00103456 | 43° 26′ 46″ nord, 3° 45′ 20″ est   |       |
| Immeuble                                                      | Frontignan                  | Hérault              | Occitanie                  | inscrit    | « PA00103457 », notice no PA00103457 | 43° 26′ 43″ nord, 3° 45′ 19″ est   |       |
| Immeuble                                                      | Montpellier                 | Hérault              | Occitanie                  | inscrit    | « PA00103602 », notice no PA00103602 | 43° 36′ 36″ nord, 3° 52′ 26″ est   |       |
| Redoute du Castellas                                          | Sète                        | Hérault              | Occitanie                  | inscrit    | « PA00103727 », notice no PA00103727 | 43° 20′ 10″ nord, 3° 34′ 34″ est   |       |
| Abbaye de Villemagne                                          | Villemagne-l'Argentière     | Hérault              | Occitanie                  | inscrit    | « PA00103755 », notice no PA00103755 | 43° 37′ 04″ nord, 3° 07′ 07″ est   |       |
| Chapelle du Pinel et son puits                                | Argentré-du-Plessis         | Ille-et-Vilaine      | Bretagne                   | inscrit    | « PA00090498 », notice no PA00090498 | 48° 01′ 41″ nord, 1° 10′ 30″ ouest |       |
| Église Notre-Dame                                             | Parthenay-de-Bretagne       | Ille-et-Vilaine      | Bretagne                   | inscrit    | « PA00090652 », notice no PA00090652 | 48° 11′ 31″ nord, 1° 49′ 49″ ouest |       |
| Château Marie                                                 | Vitré                       | Ille-et-Vilaine      | Bretagne                   | inscrit    | « PA00090897 », notice no PA00090897 | 48° 07′ 09″ nord, 1° 12′ 22″ ouest |       |
| Château de Neuvy-Saint-Sépulchre                              | Neuvy-Saint-Sépulchre       | Indre                | Centre-Val de Loire        | inscrit    | « PA00097408 », notice no PA00097408 | 46° 35′ 37″ nord, 1° 48′ 36″ est   |       |
| Église Saint-Denis de Reuilly                                 | Reuilly                     | Indre                | Centre-Val de Loire        | classé     | « PA00097439 », notice no PA00097439 | 47° 05′ 05″ nord, 2° 02′ 44″ est   |       |
| Prieuré Saint-Ours                                            | Loches                      | Indre-et-Loire       | Centre-Val de Loire        | inscrit    | « PA00097831 », notice no PA00097831 | 47° 07′ 35″ nord, 0° 59′ 56″ est   |       |
| Ferme monastique de Meslay                                    | Parçay-Meslay               | Indre-et-Loire       | Centre-Val de Loire        | classé     | « PA00097905 », notice no PA00097905 | 47° 27′ 35″ nord, 0° 44′ 44″ est   |       |
| Église Saint-Leubais de Sennevières                           | Sennevières                 | Indre-et-Loire       | Centre-Val de Loire        | inscrit    | « PA00098110 », notice no PA00098110 | 47° 06′ 23″ nord, 1° 06′ 10″ est   |       |
| Hôtel                                                         | Tours                       | Indre-et-Loire       | Centre-Val de Loire        | inscrit    | « PA00098177 », notice no PA00098177 | 47° 23′ 38″ nord, 0° 40′ 54″ est   |       |
| Église Sainte-Croix                                           | Tours                       | Indre-et-Loire       | Centre-Val de Loire        | inscrit    | « PA00098148 », notice no PA00098148 | 47° 23′ 37″ nord, 0° 40′ 54″ est   |       |
| Cure de l'église Sainte-Croix                                 | Tours                       | Indre-et-Loire       | Centre-Val de Loire        | inscrit    | « PA00098149 », notice no PA00098149 | 47° 23′ 37″ nord, 0° 40′ 53″ est   |       |
| Église Saint-André de Mirebel                                 | Hauteroche                  | Jura                 | Bourgogne-Franche-Comté    | inscrit    | « PA00101953 », notice no PA00101953 | 46° 41′ 54″ nord, 5° 44′ 00″ est   |       |
| Pont sur la Seille                                            | Nevy-sur-Seille             | Jura                 | Bourgogne-Franche-Comté    | inscrit    | « PA00101972 », notice no PA00101972 | 46° 44′ 38″ nord, 5° 37′ 33″ est   |       |
| Église Saint-Sernin de Brassempouy                            | Brassempouy                 | Landes               | Nouvelle-Aquitaine         | classé     | « PA00083929 », notice no PA00083929 | 43° 38′ 04″ nord, 0° 41′ 41″ ouest |       |
| Église Saint-Martin d'Horsarrieu                              | Horsarrieu                  | Landes               | Nouvelle-Aquitaine         | inscrit    | « PA00083957 », notice no PA00083957 | 43° 41′ 01″ nord, 0° 35′ 51″ ouest |       |
| Abbaye Saint-Laumer                                           | Blois                       | Loir-et-Cher         | Centre-Val de Loire        | inscrit    | « PA00098334 », notice no PA00098334 | 47° 35′ 01″ nord, 1° 19′ 53″ est   |       |
| Abbaye de Saint-Georges-du-Bois                               | Saint-Martin-des-Bois       | Loir-et-Cher         | Centre-Val de Loire        | inscrit    | « PA00098585 », notice no PA00098585 | 47° 43′ 15″ nord, 0° 49′ 45″ est   |       |
| Donjon du Crozet                                              | Le Crozet                   | Loire                | Auvergne-Rhône-Alpes       | inscrit    | « PA00117475 », notice no PA00117475 | 46° 10′ 16″ nord, 3° 51′ 24″ est   |       |
| Rempart du Noirétable                                         | Le Crozet                   | Loire                | Auvergne-Rhône-Alpes       | inscrit    | « PA00117478 », notice no PA00117478 | 46° 10′ 12″ nord, 3° 51′ 19″ est   |       |
| Immeuble Coste                                                | Marols                      | Loire                | Auvergne-Rhône-Alpes       | inscrit    | « PA00117507 », notice no PA00117507 | 45° 28′ 41″ nord, 4° 02′ 43″ est   |       |
| Église Saint-Marcellin de Saint-Marcellin-en-Forez            | Saint-Marcellin-en-Forez    | Loire                | Auvergne-Rhône-Alpes       | inscrit    | « PA00117645 », notice no PA00117645 | 45° 29′ 52″ nord, 4° 10′ 04″ est   |       |
| Enceinte de Sauvain                                           | Sauvain                     | Loire                | Auvergne-Rhône-Alpes       | inscrit    | « PA00117667 », notice no PA00117667 | 45° 40′ 24″ nord, 3° 54′ 24″ est   |       |
| Église Saint-Germain de Sully-sur-Loire                       | Sully-sur-Loire             | Loiret               | Centre-Val de Loire        | inscrit    | « PA00099025 », notice no PA00099025 | 47° 45′ 58″ nord, 2° 22′ 02″ est   |       |
| Château de Lacapelle-Marival                                  | Lacapelle-Marival           | Lot                  | Occitanie                  | classé     | « PA00095118 », notice no PA00095118 | 44° 43′ 40″ nord, 1° 55′ 34″ est   |       |
| Abbaye Saint-Pierre de Marcilhac-sur-Célé                     | Marcilhac-sur-Célé          | Lot                  | Occitanie                  | classé     | « PA00095155 », notice no PA00095155 | 44° 33′ 10″ nord, 1° 40′ 19″ est   |       |
| Maison du Roi                                                 | Marcilhac-sur-Célé          | Lot                  | Occitanie                  | classé     | « PA00095156 », notice no PA00095156 | 44° 33′ 11″ nord, 1° 46′ 17″ est   |       |
| Maison Liauzu-Vinel                                           | Saint-Cirq-Lapopie          | Lot                  | Occitanie                  | classé     | « PA00095232 », notice no PA00095232 | 44° 27′ 52″ nord, 1° 40′ 10″ est   |       |
| Église Saint-Sardos de Saint-Sardos                           | Saint-Sardos                | Lot-et-Garonne       | Nouvelle-Aquitaine         | classé     | « PA00084243 », notice no PA00084243 | 44° 20′ 26″ nord, 0° 28′ 42″ est   |       |
| Croix de Laval-Atger                                          | Laval-Atger                 | Lozère               | Occitanie                  | inscrit    | « PA00103835 », notice no PA00103835 | 44° 48′ 23″ nord, 3° 41′ 05″ est   |       |
| Église Saint-Privat de Laval-Atger                            | Laval-Atger                 | Lozère               | Occitanie                  | inscrit    | « PA00103836 », notice no PA00103836 | 44° 48′ 23″ nord, 3° 41′ 05″ est   |       |
| Aqueduc                                                       | Coutances                   | Manche               | Normandie                  | classé     | « PA00110374 », notice no PA00110374 | 49° 03′ 01″ nord, 1° 26′ 56″ ouest |       |
| Église Saint-Martin                                           | Martigny                    | Manche               | Normandie                  | inscrit    | « PA00110447 », notice no PA00110447 | 48° 36′ 48″ nord, 1° 06′ 29″ ouest |       |
| Hôtel Poulard                                                 | Le Mont-Saint-Michel        | Manche               | Normandie                  | classé     | « PA00110471 », notice no PA00110471 | 48° 38′ 07″ nord, 1° 30′ 39″ ouest |       |
| Croix Saint-Martin                                            | Notre-Dame-du-Touchet       | Manche               | Normandie                  | inscrit    | « PA00110527 », notice no PA00110527 | 48° 34′ 59″ nord, 0° 57′ 26″ ouest |       |
| Église de Saint-Memmie de Courtisols                          | Courtisols                  | Marne                | Grand Est                  | inscrit    | « PA00078683 », notice no PA00078683 | 48° 58′ 54″ nord, 4° 29′ 57″ est   |       |
| Église Saint-Martin de Courtisols                             | Courtisols                  | Marne                | Grand Est                  | inscrit    | « PA00078682 », notice no PA00078682 | 48° 59′ 13″ nord, 4° 30′ 56″ est   |       |
| Église Saint-Martin de Norrois                                | Norrois                     | Marne                | Grand Est                  | inscrit    | « PA00078751 », notice no PA00078751 | 48° 40′ 14″ nord, 4° 37′ 32″ est   |       |
| Chapelle Saint-Pierre de Fontenoy-la-Joûte                    | Fontenoy-la-Joûte           | Meurthe-et-Moselle   | Grand Est                  | inscrit    | « PA00106032 », notice no PA00106032 | 48° 27′ 33″ nord, 6° 39′ 32″ est   |       |
| Immeuble (détruit)                                            | Toul                        | Meurthe-et-Moselle   | Grand Est                  | inscrit    | « PA00106395 », notice no PA00106395 | 48° 40′ 30″ nord, 5° 53′ 34″ est   |       |
| Maison (détruite)                                             | Toul                        | Meurthe-et-Moselle   | Grand Est                  | inscrit    | « PA00106411 », notice no PA00106411 | 48° 40′ 29″ nord, 5° 53′ 29″ est   |       |
| Couvent des Cordeliers                                        | Toul                        | Meurthe-et-Moselle   | Grand Est                  | inscrit    | « PA00106373 », notice no PA00106373 | 48° 40′ 38″ nord, 5° 53′ 35″ est   |       |
| Maison                                                        | Toul                        | Meurthe-et-Moselle   | Grand Est                  | inscrit    | « PA00106405 », notice no PA00106405 | 48° 40′ 31″ nord, 5° 53′ 18″ est   |       |
| Maison                                                        | Toul                        | Meurthe-et-Moselle   | Grand Est                  | inscrit    | « PA00106414 », notice no PA00106414 | 48° 40′ 30″ nord, 5° 53′ 18″ est   |       |
| Immeuble                                                      | Toul                        | Meurthe-et-Moselle   | Grand Est                  | inscrit    | « PA00106398 », notice no PA00106398 | 48° 40′ 32″ nord, 5° 53′ 21″ est   |       |
| Maison (détruite en 1940)                                     | Toul                        | Meurthe-et-Moselle   | Grand Est                  | inscrit    | « PA00106404 », notice no PA00106404 | 48° 40′ 29″ nord, 5° 53′ 29″ est   |       |
| Maison                                                        | Toul                        | Meurthe-et-Moselle   | Grand Est                  | inscrit    | « PA00106406 », notice no PA00106406 | 48° 40′ 41″ nord, 5° 53′ 32″ est   |       |
| Maison                                                        | Toul                        | Meurthe-et-Moselle   | Grand Est                  | inscrit    | « PA00106412 », notice no PA00106412 | 48° 40′ 36″ nord, 5° 53′ 32″ est   |       |
| Fontaine                                                      | Toul                        | Meurthe-et-Moselle   | Grand Est                  | inscrit    | « PA00106377 », notice no PA00106377 | 48° 40′ 30″ nord, 5° 53′ 25″ est   |       |
| Immeuble                                                      | Toul                        | Meurthe-et-Moselle   | Grand Est                  | inscrit    | « PA00106389 », notice no PA00106389 | 48° 40′ 40″ nord, 5° 53′ 26″ est   |       |
| Immeuble                                                      | Toul                        | Meurthe-et-Moselle   | Grand Est                  | inscrit    | « PA00106400 », notice no PA00106400 | 48° 40′ 35″ nord, 5° 53′ 34″ est   |       |
| Immeuble                                                      | Toul                        | Meurthe-et-Moselle   | Grand Est                  | inscrit    | « PA00106401 », notice no PA00106401 | 48° 40′ 35″ nord, 5° 53′ 35″ est   |       |
| Maison                                                        | Toul                        | Meurthe-et-Moselle   | Grand Est                  | inscrit    | « PA00106409 », notice no PA00106409 | 48° 40′ 36″ nord, 5° 53′ 28″ est   |       |
| Maison                                                        | Toul                        | Meurthe-et-Moselle   | Grand Est                  | inscrit    | « PA00106417 », notice no PA00106417 | 48° 40′ 34″ nord, 5° 53′ 28″ est   |       |
| Alignement de Kerloquet                                       | Carnac                      | Morbihan             | Bretagne                   | classé     | « PA00091126 », notice no PA00091126 | 47° 36′ 04″ nord, 3° 03′ 23″ ouest |       |
| Église Notre-Dame-de-Paradis                                  | Hennebont                   | Morbihan             | Bretagne                   | classé     | « PA00091279 », notice no PA00091279 | 47° 48′ 19″ nord, 3° 16′ 31″ ouest |       |
| Hôtel de Kerret                                               | Hennebont                   | Morbihan             | Bretagne                   | inscrit    | « PA00091280 », notice no PA00091280 | 47° 48′ 18″ nord, 3° 16′ 33″ ouest |       |
| Maison Morice                                                 | Josselin                    | Morbihan             | Bretagne                   | classé     | « PA00091320 », notice no PA00091320 | 47° 57′ 16″ nord, 2° 32′ 52″ ouest |       |
| Croix de Saint-Christophe                                     | Larré                       | Morbihan             | Bretagne                   | inscrit    | « PA00091362 », notice no PA00091362 | 47° 42′ 43″ nord, 2° 30′ 56″ ouest |       |
| Château de Coët-Candec                                        | Locmaria-Grand-Champ        | Morbihan             | Bretagne                   | inscrit    | « PA00091378 », notice no PA00091378 | 47° 47′ 12″ nord, 2° 46′ 59″ ouest |       |
| Croix de cimetière                                            | Locmariaquer                | Morbihan             | Bretagne                   | inscrit    | « PA00091379 », notice no PA00091379 | 47° 34′ 16″ nord, 2° 56′ 53″ ouest |       |
| Dolmen d'Er-Roh                                               | Sarzeau                     | Morbihan             | Bretagne                   | classé     | « PA00091730 », notice no PA00091730 | 47° 32′ 33″ nord, 2° 48′ 36″ ouest |       |
| Ancienne chapelle Saint-Guen                                  | Vannes                      | Morbihan             | Bretagne                   | inscrit    | « PA00091774 », notice no PA00091774 | 47° 40′ 14″ nord, 2° 45′ 21″ ouest |       |
| Hôtel Saint-Livier                                            | Metz                        | Moselle              | Grand Est                  | inscrit    | « PA00106851 », notice no PA00106851 | 49° 07′ 15″ nord, 6° 10′ 45″ est   |       |
| Maladrerie Saint-Lazare de Voisinlieu                         | Beauvais                    | Oise                 | Hauts-de-France            | classé     | « PA00114515 », notice no PA00114515 | 49° 24′ 53″ nord, 2° 06′ 06″ est   |       |
| Pont Catinat                                                  | Mauves-sur-Huisne           | Orne                 | Normandie                  | inscrit    | « PA00110849 », notice no PA00110849 | 48° 26′ 35″ nord, 0° 37′ 20″ est   |       |
| Chapelle canoniale de Sées                                    | Sées                        | Orne                 | Normandie                  | classé     | « PA00110944 », notice no PA00110944 | 48° 36′ 21″ nord, 0° 10′ 21″ est   |       |
| Pont Royal                                                    | 1er arrondissement de Paris | Paris                | Île-de-France              | classé     | « PA00086000 », notice no PA00086000 | 48° 51′ 37″ nord, 2° 19′ 48″ est   |       |
| Hôtel de Jarnac                                               | 7e arrondissement de Paris  | Paris                | Île-de-France              | classé     | « PA00088715 », notice no PA00088715 | 48° 51′ 04″ nord, 2° 18′ 58″ est   |       |
| Hôtel de Bourbon-Condé                                        | 7e arrondissement de Paris  | Paris                | Île-de-France              | classé     | « PA00088698 », notice no PA00088698 | 48° 51′ 03″ nord, 2° 18′ 58″ est   |       |
| Citadelle de Calais                                           | Calais                      | Pas-de-Calais        | Hauts-de-France            | inscrit    | « PA00108247 », notice no PA00108247 | 50° 57′ 28″ nord, 1° 50′ 43″ est   |       |
| Chapelle de Brionnet                                          | Saurier                     | Puy-de-Dôme          | Auvergne-Rhône-Alpes       | inscrit    | « PA00092404 », notice no PA00092404 | 45° 31′ 43″ nord, 3° 03′ 32″ est   |       |
| Porte de Sauvagnat-Sainte-Marthe                              | Sauvagnat-Sainte-Marthe     | Puy-de-Dôme          | Auvergne-Rhône-Alpes       | inscrit    | « PA00092408 », notice no PA00092408 |                                    |       |
| Cathédrale Sainte-Marie d'Oloron                              | Oloron-Sainte-Marie         | Pyrénées-Atlantiques | Nouvelle-Aquitaine         | classé     | « PA00084466 », notice no PA00084466 | 43° 11′ 16″ nord, 0° 36′ 58″ ouest |       |
| Collège-lycée Ampère                                          | 2e arrondissement           | Rhône                | Auvergne-Rhône-Alpes       | classé     | « PA00117788 », notice no PA00117788 | 45° 45′ 55″ nord, 4° 50′ 15″ est   |       |
| Église Sainte-Croix de Millery                                | Millery                     | Rhône                | Auvergne-Rhône-Alpes       | inscrit    | « PA00117997 », notice no PA00117997 | 45° 38′ 03″ nord, 4° 46′ 41″ est   |       |
| Borne-colonne de Brienne                                      | Brienne                     | Saône-et-Loire       | Bourgogne-Franche-Comté    | inscrit    | « PA00113134 », notice no PA00113134 | 46° 33′ 45″ nord, 5° 00′ 54″ est   |       |
| Borne-colonne de Chagny                                       | Chagny                      | Saône-et-Loire       | Bourgogne-Franche-Comté    | inscrit    | « PA00113145 », notice no PA00113145 | 46° 54′ 19″ nord, 4° 45′ 09″ est   |       |
| Borne-colonne de Farges-lès-Chalon                            | Farges-lès-Chalon           | Saône-et-Loire       | Bourgogne-Franche-Comté    | inscrit    | « PA00113275 », notice no PA00113275 | 46° 49′ 54″ nord, 4° 48′ 19″ est   |       |
| Borne-colonne de Marloux                                      | Mellecey                    | Saône-et-Loire       | Bourgogne-Franche-Comté    | inscrit    | « PA00113353 », notice no PA00113353 | 46° 48′ 58″ nord, 4° 45′ 08″ est   |       |
| Église Saint-Jacques de La Bosse                              | La Bosse                    | Sarthe               | Pays de la Loire           | inscrit    | « PA00109689 », notice no PA00109689 | 48° 10′ 14″ nord, 0° 31′ 34″ est   |       |
| Église Saint-Front de Domfront-en-Champagne                   | Domfront-en-Champagne       | Sarthe               | Pays de la Loire           | inscrit    | « PA00109741 », notice no PA00109741 | 48° 06′ 20″ nord, 0° 01′ 34″ est   |       |
| Blocs cupulaires du Rocher                                    | Billième                    | Savoie               | Auvergne-Rhône-Alpes       | classé     | « PA00118200 », notice no PA00118200 | 45° 42′ 41″ nord, 5° 48′ 28″ est   |       |
| Blocs cupulaires de La Roche                                  | Billième                    | Savoie               | Auvergne-Rhône-Alpes       | classé     | « PA00118199 », notice no PA00118199 | 45° 42′ 56″ nord, 5° 48′ 01″ est   |       |
| Bloc cupulaire de Lachat                                      | Billième                    | Savoie               | Auvergne-Rhône-Alpes       | classé     | « PA00118198 », notice no PA00118198 | 45° 42′ 45″ nord, 5° 48′ 32″ est   |       |
| Bloc cupulaire de La Guettaz                                  | Billième                    | Savoie               | Auvergne-Rhône-Alpes       | classé     | « PA00118197 », notice no PA00118197 | 45° 42′ 47″ nord, 5° 48′ 57″ est   |       |
| Bloc cupulaire de Santourin                                   | Billième                    | Savoie               | Auvergne-Rhône-Alpes       | classé     | « PA00118201 », notice no PA00118201 | 45° 43′ 30″ nord, 5° 49′ 19″ est   |       |
| Collégiale Saint-Marcel de La Chambre                         | La Chambre                  | Savoie               | Auvergne-Rhône-Alpes       | classé     | « PA00118244 », notice no PA00118244 | 45° 21′ 31″ nord, 6° 18′ 02″ est   |       |
| Blocs cupulaires de Follioules                                | Jongieux                    | Savoie               | Auvergne-Rhône-Alpes       | classé     | « PA00118263 », notice no PA00118263 | 45° 43′ 47″ nord, 5° 48′ 36″ est   |       |
| Église Notre-Dame de Dammartin-en-Goële                       | Dammartin-en-Goële          | Seine-et-Marne       | Île-de-France              | classé     | « PA00086924 », notice no PA00086924 | 49° 03′ 16″ nord, 2° 40′ 52″ est   |       |
| Château de Vaux-le-Vicomte                                    | Maincy                      | Seine-et-Marne       | Île-de-France              | classé     | « PA00087074 », notice no PA00087074 | 48° 33′ 57″ nord, 2° 42′ 51″ est   |       |
| Monument funéraire d'Acelin et Perrenelle de Courciaux        | Montereau-sur-le-Jard       | Seine-et-Marne       | Île-de-France              | inscrit    | « PA00087127 », notice no PA00087127 | 48° 35′ 41″ nord, 2° 40′ 39″ est   |       |
| Remparts de Moret-sur-Loing                                   | Moret-Loing-et-Orvanne      | Seine-et-Marne       | Île-de-France              | inscrit    | « PA00087148 », notice no PA00087148 | 48° 22′ 21″ nord, 2° 49′ 08″ est   |       |
| Église Saint-Louis de Servon                                  | Servon                      | Seine-et-Marne       | Île-de-France              | inscrit    | « PA00087285 », notice no PA00087285 | 48° 43′ 01″ nord, 2° 35′ 10″ est   |       |
| Église Notre-Dame-et-Sainte-Anne de Bouville                  | Bouville                    | Seine-Maritime       | Normandie                  | inscrit    | « PA00100583 », notice no PA00100583 | 49° 33′ 43″ nord, 0° 53′ 35″ est   |       |
| Immeuble                                                      | Dieppe                      | Seine-Maritime       | Normandie                  | inscrit    | « PA00100625 », notice no PA00100625 | 49° 55′ 37″ nord, 1° 04′ 42″ est   |       |
| Immeuble                                                      | Dieppe                      | Seine-Maritime       | Normandie                  | inscrit    | « PA00100624 », notice no PA00100624 | 49° 55′ 31″ nord, 1° 04′ 31″ est   |       |
| Immeubles                                                     | Dieppe                      | Seine-Maritime       | Normandie                  | inscrit    | « PA00100626 », notice no PA00100626 | 49° 55′ 37″ nord, 1° 04′ 42″ est   |       |
| Musée Pierre-Corneille                                        | Petit-Couronne              | Seine-Maritime       | Normandie                  | classé     | « PA00100792 », notice no PA00100792 | 49° 23′ 23″ nord, 1° 01′ 17″ est   |       |
| Fontaine Saint-Candé                                          | Rouen                       | Seine-Maritime       | Normandie                  | inscrit    | « PA00100830 », notice no PA00100830 | 49° 26′ 25″ nord, 1° 05′ 32″ est   |       |
| Grange aux dîmes                                              | Tremblay-en-France          | Seine-Saint-Denis    | Île-de-France              | inscrit    | « PA00079966 », notice no PA00079966 | 48° 58′ 45″ nord, 2° 33′ 28″ est   |       |
| Église Saint-Médard                                           | Tremblay-en-France          | Seine-Saint-Denis    | Île-de-France              | classé     | « PA00079965 », notice no PA00079965 | 48° 58′ 46″ nord, 2° 33′ 28″ est   |       |
| Place Nationale                                               | Montauban                   | Tarn-et-Garonne      | Occitanie                  | classé     | « PA00095833 », notice no PA00095833 | 44° 01′ 04″ nord, 1° 21′ 15″ est   |       |
| Église Saint-Martin d'Aincourt                                | Aincourt                    | Val-d'Oise           | Île-de-France              | inscrit    | « PA00079973 », notice no PA00079973 | 49° 04′ 18″ nord, 1° 46′ 36″ est   |       |
| Château de Villette                                           | Condécourt                  | Val-d'Oise           | Île-de-France              | inscrit    | « PA00080031 », notice no PA00080031 | 49° 01′ 55″ nord, 1° 56′ 22″ est   |       |
| Hôpital des Enfermés                                          | Pontoise                    | Val-d'Oise           | Île-de-France              | inscrit    | « PA00080167 », notice no PA00080167 | 49° 02′ 58″ nord, 2° 05′ 42″ est   |       |
| Ancien hôtel de ville de Pontoise                             | Pontoise                    | Val-d'Oise           | Île-de-France              | inscrit    | « PA00080171 », notice no PA00080171 | 49° 03′ 03″ nord, 2° 05′ 48″ est   |       |
| Église Saint-Martin de Villers-en-Arthies                     | Villers-en-Arthies          | Val-d'Oise           | Île-de-France              | inscrit    | « PA00080233 », notice no PA00080233 | 49° 05′ 20″ nord, 1° 43′ 37″ est   |       |
| Château du Castellet                                          | Le Castellet                | Var                  | Provence-Alpes-Côte d'Azur | inscrit    | « PA00081571 », notice no PA00081571 | 43° 12′ 12″ nord, 5° 46′ 35″ est   |       |
| Remparts du Castellet                                         | Le Castellet                | Var                  | Provence-Alpes-Côte d'Azur | inscrit    | « PA00081574 », notice no PA00081574 | 43° 12′ 13″ nord, 5° 46′ 36″ est   |       |
| Église de la Transfiguration-du-Sauveur du Castellet          | Le Castellet                | Var                  | Provence-Alpes-Côte d'Azur | inscrit    | « PA00081572 », notice no PA00081572 | 43° 12′ 12″ nord, 5° 46′ 35″ est   |       |
| Oratoire de la Tour-du-Bon                                    | Le Castellet                | Var                  | Provence-Alpes-Côte d'Azur | inscrit    | « PA00081573 », notice no PA00081573 | 43° 12′ 52″ nord, 5° 46′ 06″ est   |       |
| Pont des Esclapes                                             | Fréjus                      | Var                  | Provence-Alpes-Côte d'Azur | classé     | « PA00081618 », notice no PA00081618 | 43° 26′ 18″ nord, 6° 42′ 22″ est   |       |
| Vivier maritime de la Gaillarde                               | Roquebrune-sur-Argens       | Var                  | Provence-Alpes-Côte d'Azur | classé     | « PA00081702 », notice no PA00081702 | 43° 21′ 28″ nord, 6° 43′ 08″ est   |       |
| Pierre des Farfadets                                          | Le Poiré-sur-Vie            | Vendée               | Pays de la Loire           | classé     | « PA00110198 », notice no PA00110198 | 46° 46′ 52″ nord, 1° 33′ 48″ ouest |       |
| Église Notre-Dame du Vieux-Pouzauges                          | Pouzauges                   | Vendée               | Pays de la Loire           | classé     | « PA00110203 », notice no PA00110203 | 46° 46′ 30″ nord, 0° 49′ 33″ ouest |       |
| Église Saint-Rémi de Leigné-les-Bois                          | Leigné-les-Bois             | Vienne               | Nouvelle-Aquitaine         | inscrit    | « PA00105487 », notice no PA00105487 | 46° 45′ 33″ nord, 0° 42′ 26″ est   |       |
| Église Sainte-Radegonde de Saix                               | Saix                        | Vienne               | Nouvelle-Aquitaine         | inscrit    | « PA00105714 », notice no PA00105714 | 47° 08′ 11″ nord, 0° 00′ 02″ est   |       |
| Église Notre-Dame de Vaux                                     | Vaux                        | Vienne               | Nouvelle-Aquitaine         | classé     | « PA00105756 », notice no PA00105756 | 46° 17′ 50″ nord, 0° 13′ 13″ est   |       |
| Église Saint-Loup-de-Troyes de Bléneau                        | Bléneau                     | Yonne                | Bourgogne-Franche-Comté    | inscrit    | « PA00113624 », notice no PA00113624 | 47° 41′ 56″ nord, 2° 56′ 55″ est   |       |
| Cimetière de Mailly-le-Château                                | Mailly-le-Château           | Yonne                | Bourgogne-Franche-Comté    | inscrit    | « PA00113735 », notice no PA00113735 | 47° 35′ 47″ nord, 3° 38′ 29″ est   |       |
| Haute-Borne                                                   | Noé                         | Yonne                | Bourgogne-Franche-Comté    | classé     | « PA00113759 », notice no PA00113759 | 48° 08′ 10″ nord, 3° 23′ 31″ est   |       |
| Église Saint-Symphorien de Treigny                            | Treigny                     | Yonne                | Bourgogne-Franche-Comté    | classé     | « PA00113918 », notice no PA00113918 | 47° 33′ 03″ nord, 3° 11′ 09″ est   |       |
| Église Saint-Denis d'Orsonville                               | Orsonville                  | Yvelines             | Île-de-France              | inscrit    | « PA00087560 », notice no PA00087560 | 48° 28′ 41″ nord, 1° 50′ 07″ est   |       |